# Saint-Christophe-les-Gorges
Pour les articles homonymes, voir Saint-Christophe.
Saint-Christophe-les-Gorges est une commune associée de Pleaux et une ancienne commune française, située dans le département du Cantal en région Auvergne-Rhône-Alpes.

## Histoire
Elle a fusionné en 1973 sous le régime de la fusion-association avec les communes de Loupiac, Pleaux et Tourniac. La commune avait une superficie de 24,04 km2.

## Administration

### Maires délégués
Saint-Christophe-les-Gorges étant une commune associée, elle dispose d'un maire délégué.
| Période                                  | Période                  | Identité           | Étiquette     | Qualité       |
| ---------------------------------------- | ------------------------ | ------------------ | ------------- | ------------- |
| 2020                                     | En cours (au 22/03/2023) | Jean Michel Delfau | Divers droite | Retraité RATP |
| Les données manquantes sont à compléter. |                          |                    |               |               |

### Maires
| Période                                  | Période | Identité     | Étiquette     | Qualité     |
| ---------------------------------------- | ------- | ------------ | ------------- | ----------- |
| 2014                                     | 2020    | Régis MAUREL | Divers gauche | Agriculteur |
| Les données manquantes sont à compléter. |         |              |               |             |

## Démographie
| 1793  | 1800  | 1806  | 1821  | 1831  | 1836  | 1841  | 1846  | 1851  |
| ----- | ----- | ----- | ----- | ----- | ----- | ----- | ----- | ----- |
| 1 220 | 1 081 | 1 153 | 1 096 | 1 067 | 1 041 | 1 168 | 1 289 | 1 155 |

| 1856  | 1861  | 1866  | 1872  | 1876  | 1881  | 1886  | 1891  | 1896 |
| ----- | ----- | ----- | ----- | ----- | ----- | ----- | ----- | ---- |
| 1 212 | 1 111 | 1 178 | 1 015 | 1 108 | 1 071 | 1 319 | 1 105 | 963  |

| 1901 | 1906 | 1911 | 1921 | 1926 | 1931 | 1936 | 1946 | 1954 |
| ---- | ---- | ---- | ---- | ---- | ---- | ---- | ---- | ---- |
| 978  | 980  | 838  | 812  | 740  | 672  | 622  | 615  | 533  |

| 1962 | 1968 | 1975 | 1982 | 1990 | 1999 | 2007 | 2008 | 2012 |
| ---- | ---- | ---- | ---- | ---- | ---- | ---- | ---- | ---- |
| 490  | 432  | -    | -    | -    | -    | 175  | 172  | 149  |

| 2013 | - | - | - | - | - | - | - | - |
| ---- | - | - | - | - | - | - | - | - |
| 148  | - | - | - | - | - | - | - | - |

Histogramme

(élaboration graphique par Wikipédia)

## Culture locale et patrimoine

### Lieux et monuments
- L'église Saint-Christophe

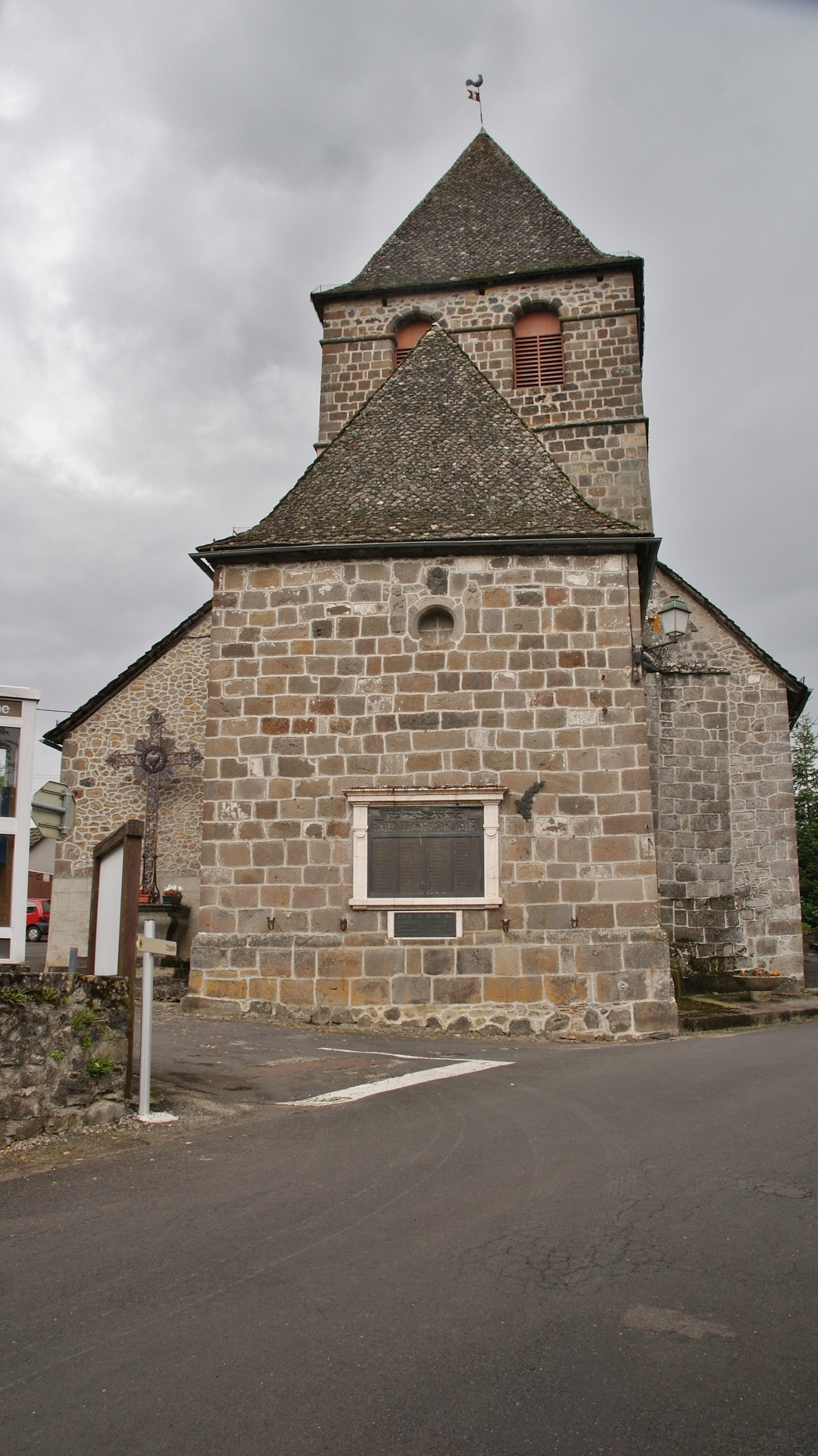
Extérieur de l'église paroissiale Saint-Christophe.
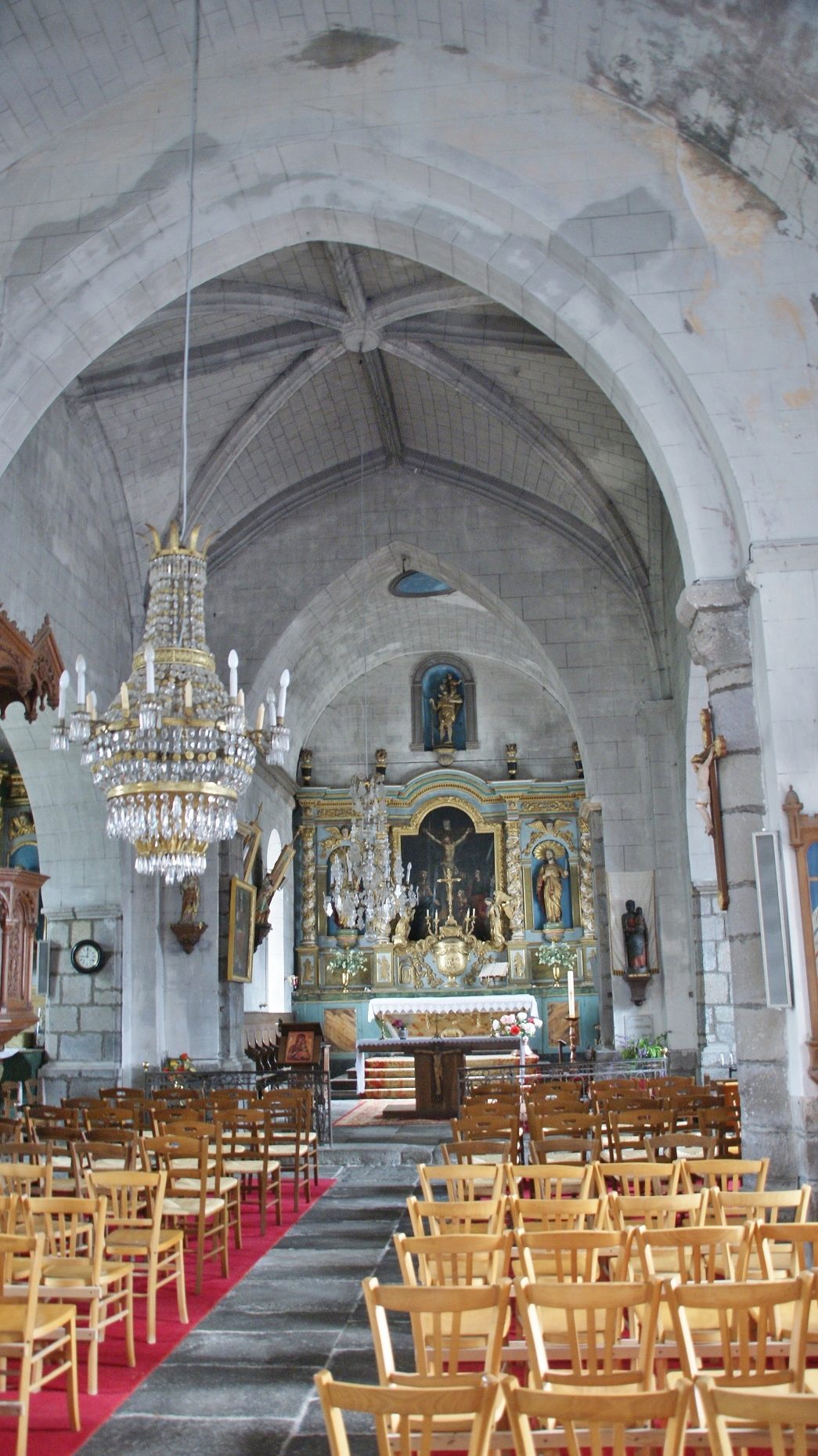
L'intérieur et son maître-autel classé monument historique.